# Ноля (приток Вои)
Ноля — река в России, протекает в Нолинском районе Кировской области. Устье реки находится в 32 км по правому берегу реки Воя. Длина реки составляет 19 км.
Исток реки в 8 км к северо-западу от Нолинска. Река описывает большую петлю по ненаселённой местности к западу от Нолинска. Крупнейшие притоки — Чернушка, Кусер (левые). Впадает в Вою ниже Нолинска у деревни Рябиновщина.

## Данные водного реестра
По данным государственного водного реестра России, относится к Камскому бассейновому округу, водохозяйственный участок реки — Вятка от города Котельнич до водомерного поста посёлка городского типа Аркуль, речной подбассейн реки — Вятка. Речной бассейн реки — Кама.
По данным геоинформационной системы водохозяйственного районирования территории РФ, подготовленной Федеральным агентством водных ресурсов:
- Код водного объекта в государственном водном реестре — 10010300412111100038096
- Код по гидрологической изученности (ГИ) — 111103809
- Код бассейна — 10.01.03.004
- Номер тома по ГИ — 11
- Выпуск по ГИ — 1